# Джозефіна Кокрейн
Джозефіна Кокрейн (англ. Josephine Cochrane нар.8 березня 1839 — пом.3 серпня 1913) — американська винахідниця, донька інженера й онука Джона Фітча, конструктора першого американського пароплава. Розробила й побудувала в 1886 році першу механізовану посудомийну машину. За переказами, засмутившись через те, що предмети з родинного порцелянового сервізу б'ються в процесі миття, вона заявила: «Якщо ніхто не збирається винаходити посудомийну машину, я займуся цим сама!» (англ. «If nobody else is going to invent a dishwashing machine, I'll do it myself!»).
28 грудня 1886 року вона отримала патент на свій винахід, а 1893 року представила свій винахід на всесвітній виставці у Чикаго, де здобула приз за «найкращу механічну конструкцію». Чутка про це поширилася, і незабаром Джозефіна Кокрейн почала отримувати замовлення від ресторанів і готелів в Іллінойсі. Масове виробництво машин на заводі розпочалось у 1897 році.